# INRI
INRI es la sigla de la frase latina Iesus Nazarenus Rex Iudaeorum, la cual se traduce al español como: «Jesús de Nazaret, rey de los judíos». Se trata de un acrónimo de la versión latina de la frase que, según el Evangelio de Juan, habría sido colocada en una tablilla por orden de Poncio Pilato, como explicación de la causa de la condena de Jesús a muerte de cruz.En el griego koiné del Nuevo Testamento, por ejemplo, en Juan 19:3, esto se escribe como Basileus ton Ioudaion (βασιλεὺς τῶν Ἰουδαίων).
Ambos usos del título conducen a resultados dramáticos en los relatos del Nuevo Testamento. En el relato de la natividad de Jesús en el Evangelio de Mateo, los Reyes Magos que vienen de oriente llaman a Jesús el «rey de los judíos», lo que provoca que Herodes el Grande ordene la Masacre de los inocentes. Hacia el final de los relatos de los cuatro Evangelios canónicos, en la narración de la pasión de Jesús, el título de «rey de los judíos» conduce a cargos contra Jesús que resultan en su crucifixión.
La frase, que aparece en una placa o tablilla llamada «título» (titulus), varía ligeramente en los cuatro evangelios del Nuevo Testamento: se encuentra en su versión más corta en el Evangelio de Marcos 15, 26 («El rey de los judíos») y en el de Lucas 23, 38 («Éste es el rey de los judíos»); es más extensa en el Evangelio de Mateo 27, 37 («Éste es Jesús, el rey de los judíos»), y completa en el de Juan 19, 19 («Jesús de Nazaret, rey de los judíos»). De esta última versión surge el acrónimo. Muchos crucifijos, imágenes de la crucifixión y obras artísticas que la representan, incluyen el título con el acrónimo INRI, ocasionalmente grabado de forma directa en la cruz, y ubicado usualmente por encima de la figura de Jesús.
En el Evangelio de Juan, se explica además la inscripción:

19 Pilato redactó también una inscripción y la puso sobre la cruz. Lo escrito era: «Jesús de Nazaret, el rey de los judíos.»

20 Esta inscripción la leyeron muchos judíos, porque el lugar donde había sido crucificado Jesús estaba cerca de la ciudad; y estaba escrita en hebreo, latín y griego.
19 Scripsit avtem et titvlvm Pilatvs, et posvit svper crvcem. Erat avtem scriptvm : «Iesvs Nazarenvs, Rex Ivdæorvm.»
20 Hvnc ergo titvlvm mvlti Ivdæorvm legervnt : qvia prope civitatem erat locvs, vbi crvcifixvs est Iesvs, et erat scriptvm hebraice, græce, et latine.
Evangelio de Juan 19, 19-20

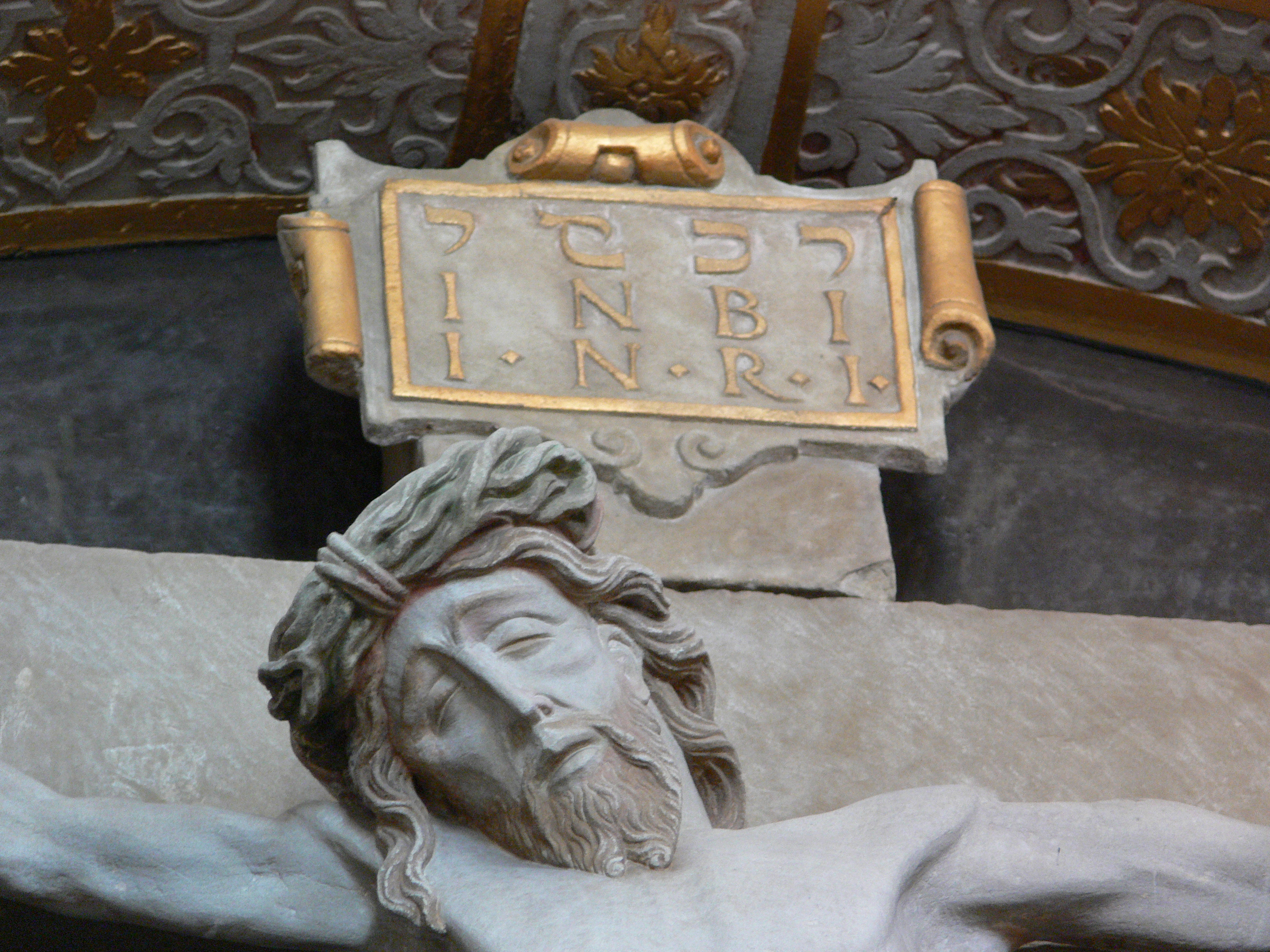
Detalle del acrónimo INRI («Jesús de Nazaret, rey de los judíos») escrito en tres lenguas (según el Evangelio de Juan 19, 20), en el pórtico occidental de la basílica de San Vito, Ellwangen, Alemania.

Para la mayoría de los historiadores y biblistas, la presencia de esta inscripción o titulus de condena de Jesús de Nazaret —presente de forma unánime en los cuatro evangelios canónicos— constituye uno de los datos más sólidos del carácter histórico de su pasión.

## Eltitulusy la inscripción
En la crucifixión romana, el título (titulus) era una tablilla que tenía por función especificar el motivo de la condena: generalmente precedía al condenado de camino al lugar de ejecución, o se la colgaba de su cuello. Aunque no eran imprescindibles, las inscripciones eran habituales, y existía cierta liberalidad en la redacción, al punto de permitirse burlas o ironías mordaces. Fuera del Nuevo Testamento, existen muchas constancias de la existencia de tal práctica, citada por diferentes historiadores. En la tablilla constaba su nombre, a veces su lugar de residencia, y la causa por la que había sido condenado.
En todos los casos, el objetivo era desalentar a otros a cometer el mismo crimen. En el caso de Jesús de Nazaret, solo el Evangelio de Juan menciona la existencia de un título propiamente dicho. Pero los cuatro evangelios canónicos concuerdan en que el cargo conducente a la condena de Jesús a muerte de cruz se hallaba especificado en el sitio mismo de la crucifixión.
|                             | Marcos 15, 26                                                                     | Lucas 23, 38                                                           | Mateo 27, 37                                                                                                  | Juan 19, 19-20 |
| --------------------------- | --------------------------------------------------------------------------------- | ---------------------------------------------------------------------- | --- | --- |
| Inscripción en griego koiné | ὁ βασιλεὺς τῶν Ἰουδαίων                                                           | ὁ βασιλεὺς τῶν Ἰουδαίων οὗτος                                          | οὗτός ἐστιν Ἰησοῦς ὁ βασιλεὺς τῶν Ἰουδαίων                                                                    | Ἰησοῦς ὁ Ναζωραῖος ὁ βασιλεὺς τῶν Ἰουδαίων |
| Traducción al español       | El rey de los judíos                                                              | Este es el rey de los judíos                                           | Este es Jesús, el rey de los judíos                                                                           | Jesús de Nazaret, rey de los judíos |
| Idioma de la inscripción    | [Sin especificación]                                                              | [Sin especificación]                                                   | [Sin especificación]                                                                                          | Hebreo (¿arameo?), latín y griego |
| Versículo completo          | La inscripción que indicaba la causa de su condena decía: «El rey de los judíos». | Sobre su cabeza había una inscripción: «Este es el rey de los judíos». | Colocaron sobre su cabeza una inscripción con el motivo de su condena: «Este es Jesús, el rey de los judíos». | Pilato redactó una inscripción que decía: «Jesús el Nazareno, rey de los judíos», y la hizo poner sobre la cruz. Muchos judíos leyeron esta inscripción, porque el lugar donde Jesús fue crucificado quedaba cerca de la ciudad y la inscripción estaba en hebreo, latín y griego. |

### Versiones de los evangelios
|                                    | Mateo                                                                               | Marcos                                                                           | Lucas | Juan |
| ---------------------------------- | ----------------------------------------------------------------------------------- | -------------------------------------------------------------------------------- | --- | --- |
| Versículo                          | TR1550                                                                              | TR1550                                                                           | TR1550 | TR1550 |
| Inscripción griega                 | οὗτός ἐστιν Ἰησοῦς ὁ βασιλεὺς τῶν Ἰουδαίων                                          | ὁ βασιλεὺς τῶν Ἰουδαίων                                                          | ὁ βασιλεὺς τῶν Ἰουδαίων οὗτος                                                                                            | Ἰησοῦς ὁ Ναζωραῖος ὁ βασιλεὺς τῶν Ἰουδαίων |
| Transliteración                    | hûtós estin Iēsûs ho basileùs tôn Iudaéōn                                           | ho basileùs tôn Iudaéōn                                                          | ho basileùs tôn Iudaéōn hûtos                                                                                            | Iēsûs ho Nazōraêos ho basileùs tôn Iudaéōn |
| Vulgata Sixtina Clementina (Latín) | Hic est Iesus rex Iudæorum                                                          | Rex Iudæorum                                                                     | Hic est rex Iudæorum | Iesus Nazarenus, Rex Iudæorum |
| Trducción inglesa                  | This is Jesus, the King of the Jews                                                 | The King of the Jews                                                             | This is the King of the Jews                                                                                             | Jesus of Nazareth, the King of the Jews |
| Idiomas                            | [no especificado]                                                                   | [no especificado]                                                                | Hebreo, Latín, Griego | Hebreo, Latín, Griego |
| Versión completa en KJV            | And set up over His head His accusation written, THIS IS JESUS THE KING OF THE JEWS | And the superscription of His accusation was written over, THE KING OF THE JEWS. | And a superscription also was written over Him in letters of Greek, and Latin, and Hebrew, THIS IS THE KING OF THE JEWS. | And Pilate wrote a title, and put it on the cross. And the writing was, JESUS OF NAZARETH THE KING OF THE JEWS. This title then read many of the Jews: for the place where Jesus was crucified was nigh to the city: and it was written in Hebrew, and Greek, and Latin. |

Además de los cuatro evangelios canónicos, la inscripción también es apuntada por el Evangelio de Pedro 4, 11, un texto apócrifo datado del siglo II: «Cuando enderezaron la cruz, escribieron sobre ella: "Este es el rey de Israel"».
En el Evangelio de Juan, la inscripción aparece redactada en tres lenguas: en hebreo (que Wikenhauser y Brown, entre otros, sugieren podría ser el arameo, la lengua del país, ya que el Evangelio de Juan suele aludir al idioma arameo como "hebreo"), en latín —la lengua oficial—, y en griego koiné —la lengua conocida en todo el mundo de entonces y en que se escribió el mismo Evangelio de Juan. El pasaje del Evangelio de Juan gana en solemnidad con la indicación de la escritura en tres lenguas.

## Cargo condenatorio: «rey de los judíos»

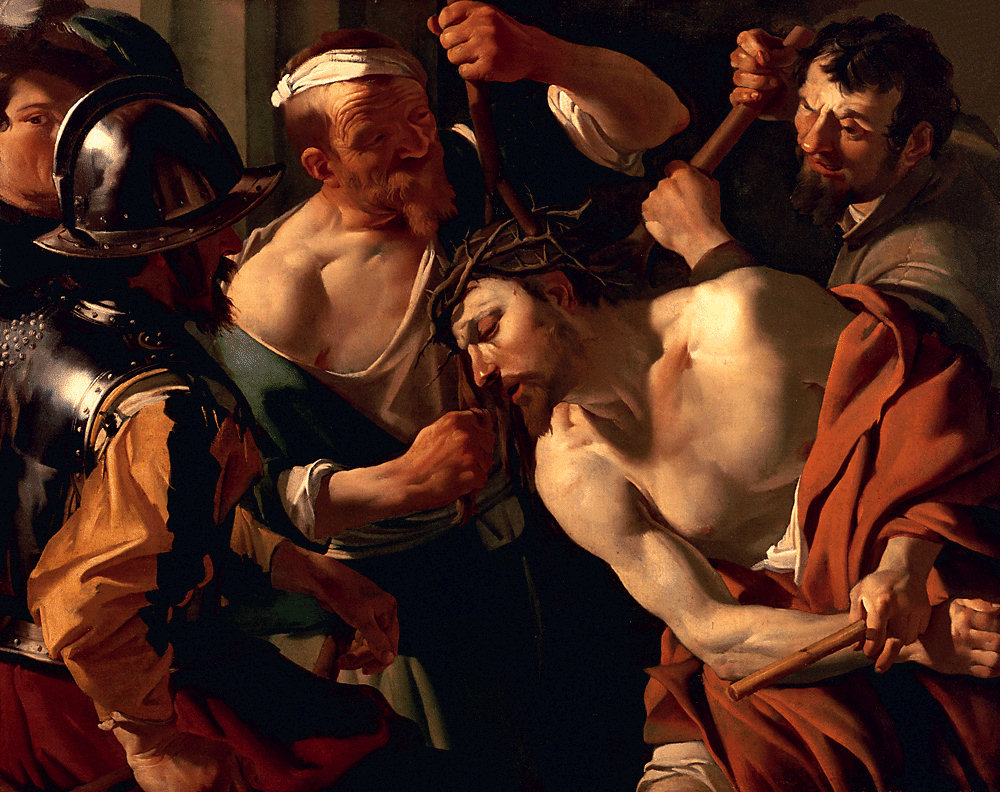
La coronación de espinas (1623), óleo sobre lienzo de
Dirck van Baburen. Museum Catharijneconvent, Utrecht. Según el Evangelio de Marcos y el de Mateo, luego de vestir a Jesús de Nazaret de púrpura y de ceñirle una corona de espinas que habían trenzado, los soldados se mofaron de él al saludarlo con el título de «rey de los judíos».

En el Nuevo Testamento, se titula a Jesús como «rey de los judíos» o «rey de Israel» en distintos momentos, y en dos de ellos se vincula con situaciones dramáticas. Según el Evangelio de Mateo, luego de la Natividad los magos llegados del Oriente llamaron "rey de los judíos" a Jesús. Como resultado, el rey Herodes se sobresaltó, y terminó por ordenar la matanza de los inocentes. Asimismo, en el relato de la pasión de Jesús, el uso de la expresión «rey de los judíos» es central en el proceso civil desarrollado ante el prefecto romano Poncio Pilato. Su pregunta a Jesús «¿Eres tú el rey de los judíos?» resulta unánime en los cuatro evangelios canónicos. La acusación de los judíos hacia Jesús de ser un rey antecede a la pasión, y constituye el cargo que da lugar a su crucifixión.
Jesús no reniega de ese título, pero precisa que su reino no es de este mundo, de modo que no se trata de un título cuya área de incumbencia coincida con la del César.
Los evangelios terminan por manifestar la realeza de Jesús, incluso a través de los gestos mismos que lo vilipendian:
1. después de la flagelación (ver además Cristo en la columna) y coronación de espinas, los soldados lo saludan con sorna al usar el título de «rey de los judíos»;[h]
2. los soldados colocan una inscripción en la cruz, en la que se usa el título de «rey de los judíos», según lo señalado en la sección anterior; y
3. los asistentes a la crucifixión se mofan de la realeza supuestamente irrisoria de Jesús.[i] Sin embargo, uno de los ladrones crucificados con Jesús reconoce su carácter y le pide que se acuerde de él cuando llegue a su reino.[j]

En el Nuevo Testamento, el título de «rey de los judíos» aparece sólo en boca de los gentiles o paganos (magos de Oriente, Poncio Pilato, soldados romanos) mientras que los líderes judíos prefieren la denominación de «rey de Israel» (Mateo 27, 42; Marcos 15, 32). Pero desde la perspectiva de Poncio Pilato, el vocablo «rey» (independientemente de que sea «de los judíos» o «de Israel») resulta un término sensible por sus connotaciones de posible rebelión contra el Imperio romano.

## Historicidad del cargo
Raymond Edward Brown señala que no resulta verosímil que el cargo por el cual se condenó a Jesús de Nazaret («rey de los judíos») sea una invención, puesto que nunca aparece como una confesión cristiana. La reacción de Jesús ante ese título, tal como se refiere en el Evangelio de Juan 18, 37 («Tú lo dices»), indica que él no lo habría elegido para sí mismo. Para la mayoría de los historiadores la mención de una inscripción o titulus de condena de Jesús de Nazaret de forma unánime en los cuatro evangelios canónicos, es un dato consistente del carácter histórico de su crucifixión.

## INBI

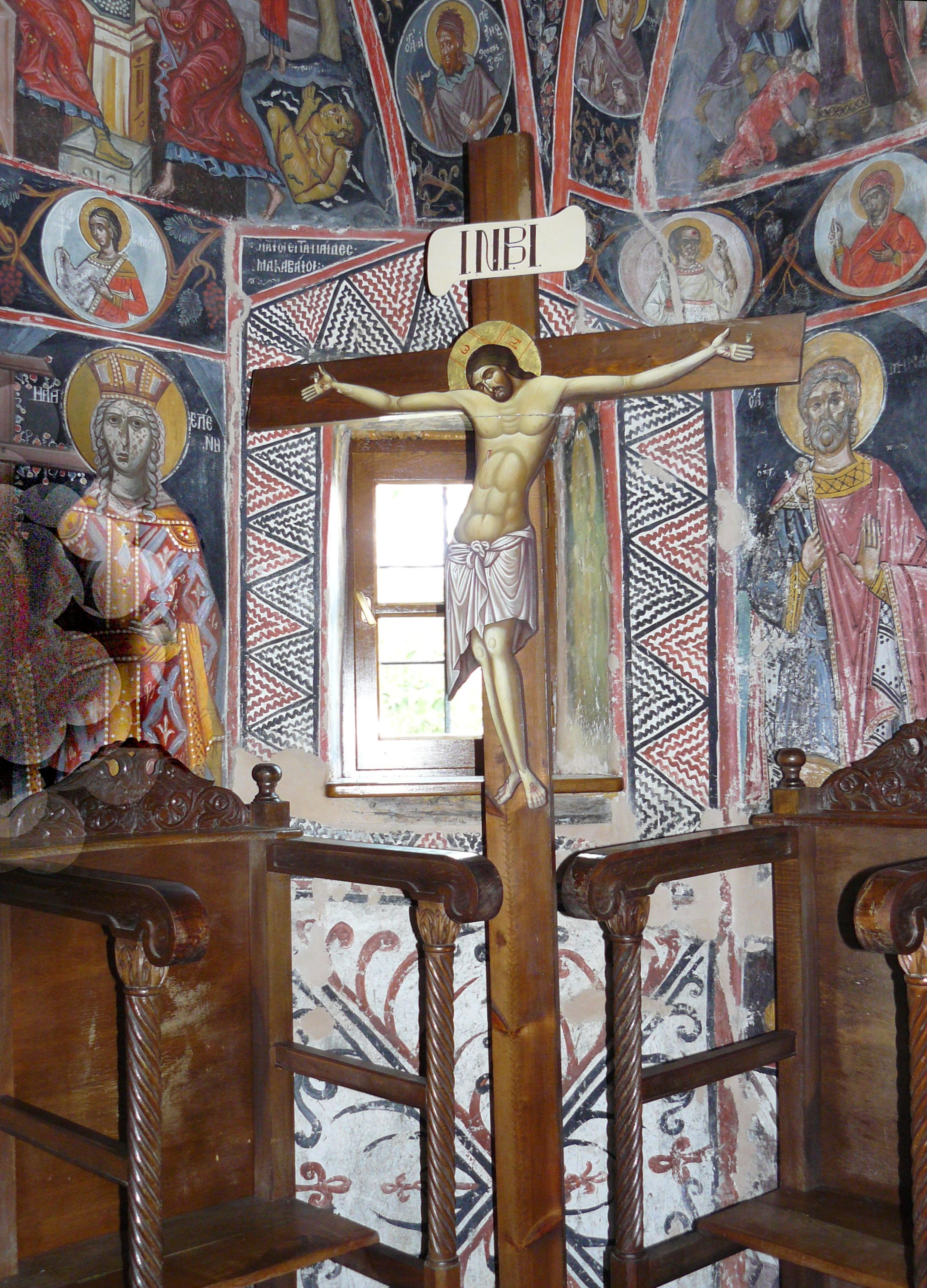
El «crucifijo de Viernes Santo», junto a distintos frescos en las paredes del templo principal (katholikón) del Monasterio de la Santa Trinidad, Meteora, Grecia. El monasterio conforma uno de los complejos monacales más importantes de la Iglesia ortodoxa. En el crucifijo se observa el titulus con el acrónimo INBI.

Algunas Iglesias ortodoxas de Oriente usan las letras INBI del texto griego de la inscripción en la cruz, Ἰησοῦς ὁ Ναζωραῖος ὁ Bασιλεὺς τῶν Ἰουδαίων, que significa "Jesús el Nazareno el Rey de los Judíos".
Algunos cambian el título por ὁ Bασιλεὺς τοῦ κόσμου (el Rey del Mundo), no implicando que esto es en realidad lo que estaba escrito, sino que eso es lo que debió haberse escrito. También otras Iglesias ortodoxas de Oriente (como la de Rumania), utilizan la abreviación INRI.
En hebreo la frase es:  יֵשׁוּעַ נָצְרַת מלך (Yeshu’a HaNatzrat Melech HaYehudim’ el AFI: [je'ʃuəʕ hanatzrat hameleχ hajehu'ðiːm]).
En España es común usar la expresión «para más inri», cuyo significado es «para mayor escarnio».

### Cristianismo occidental
En el cristianismo occidental, la mayoría de los crucifijos y muchas representaciones de la crucifixión de Jesús incluyen una placa o pergamino colocado sobre su cabeza, llamado titulus, o título, que sólo lleva las letras latinas INRI, ocasionalmente talladas directamente en la cruz y normalmente justo encima de la cabeza de Jesús. 
La inicial INRI (en lugar de la inscripción completa) ya se utilizaba en el siglo X (Cruz de Gero, Colonia, hacia 970).

### Cristianismo oriental

Jesús como Rey Espiritual.

En el cristianismo oriental, tanto la Iglesia ortodoxa oriental como las católicas orientales iglesias particulares sui iuris utilizan las letras griegas ΙΝΒΙ, basada en la versión griega de la inscripción Ἰησοῦς ὁ Ναζωραῖος ὁ βασιλεύς τῶν Ἰουδαίων. Algunas representaciones cambian el título por "ΙΝΒΚ", ὁ βασιλεύς τοῦ κόσμου. (ho Basileùs toû kósmou, "El rey del mundo"), o a ὁ βασιλεύς τῆς Δόξης. (ho Basileùs tês Dóxēs, "El Rey de la Gloria"), no implicando que esto fuera realmente lo que se escribió, sino reflejando la tradición de que los íconos representan la realidad espiritual más que la realidad física.
La Iglesia Ortodoxa Rumana utiliza INRI, ya que la abreviatura en rumano es exactamente la misma que en latín (Iisus Nazarineanul Regele Iudeilor)
Las iglesias ortodoxas orientales que utilizan el eslavo eclesiástico en su liturgia utilizan ІНЦІ (INTsI, el equivalente de ΙΝΒΙ para І҆и҃съ назѡрѧни́нъ, цр҃ь і҆ꙋде́йскїй) o la abreviatura Царь Сла́вы. (Zar Slávy, "Rey de la Gloria").

### Isopsefía
En isopsefía, el término griego (βασιλεὺς τῶν Ἰουδαίων) recibe un valor de 3343 cuyos dígitos parecen corresponder a una fecha sugerida para la crucifixión de Jesús, (33, abril, 3er día).

## En sociedades esotéricas
Algunas sociedades esotéricas relacionadas con el pensamiento gnóstico y la hermenéutica atribuyen al acrónimo INRI orígenes paganos, es decir, anteriores a la cristianización. Lo interpretan como Igne Natvra Renovatvr Integra, que significa «Por el fuego se renueva completamente la naturaleza». También se interpreta el acrónimo como In Necis Renacere Integer, que significa «En la muerte renace intacto y puro».

## Galería

### Escenas bíblicas

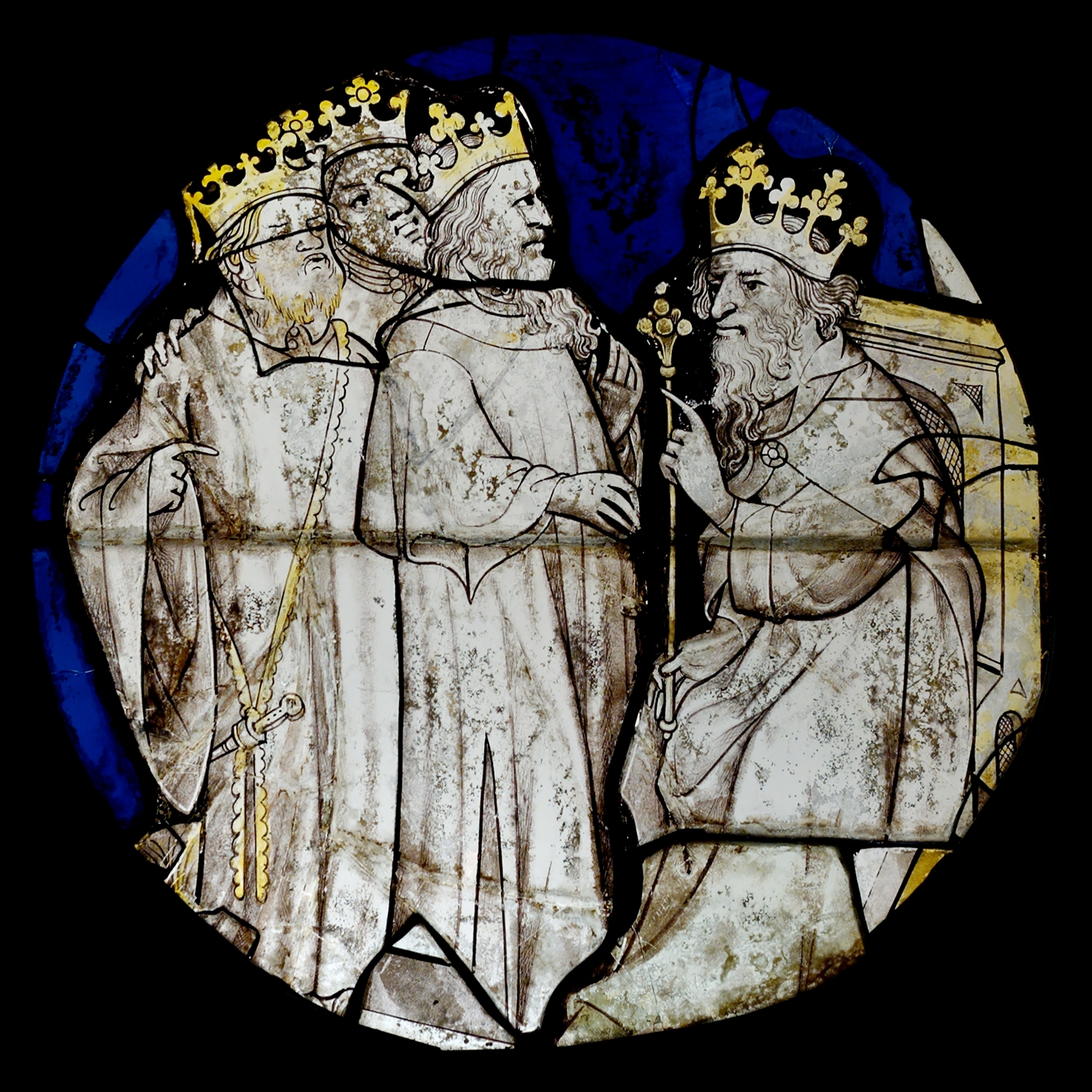
Los Reyes Magos visitan a Herodes para preguntar por el recién nacido Rey de los Judíos, Mateo 2:2.
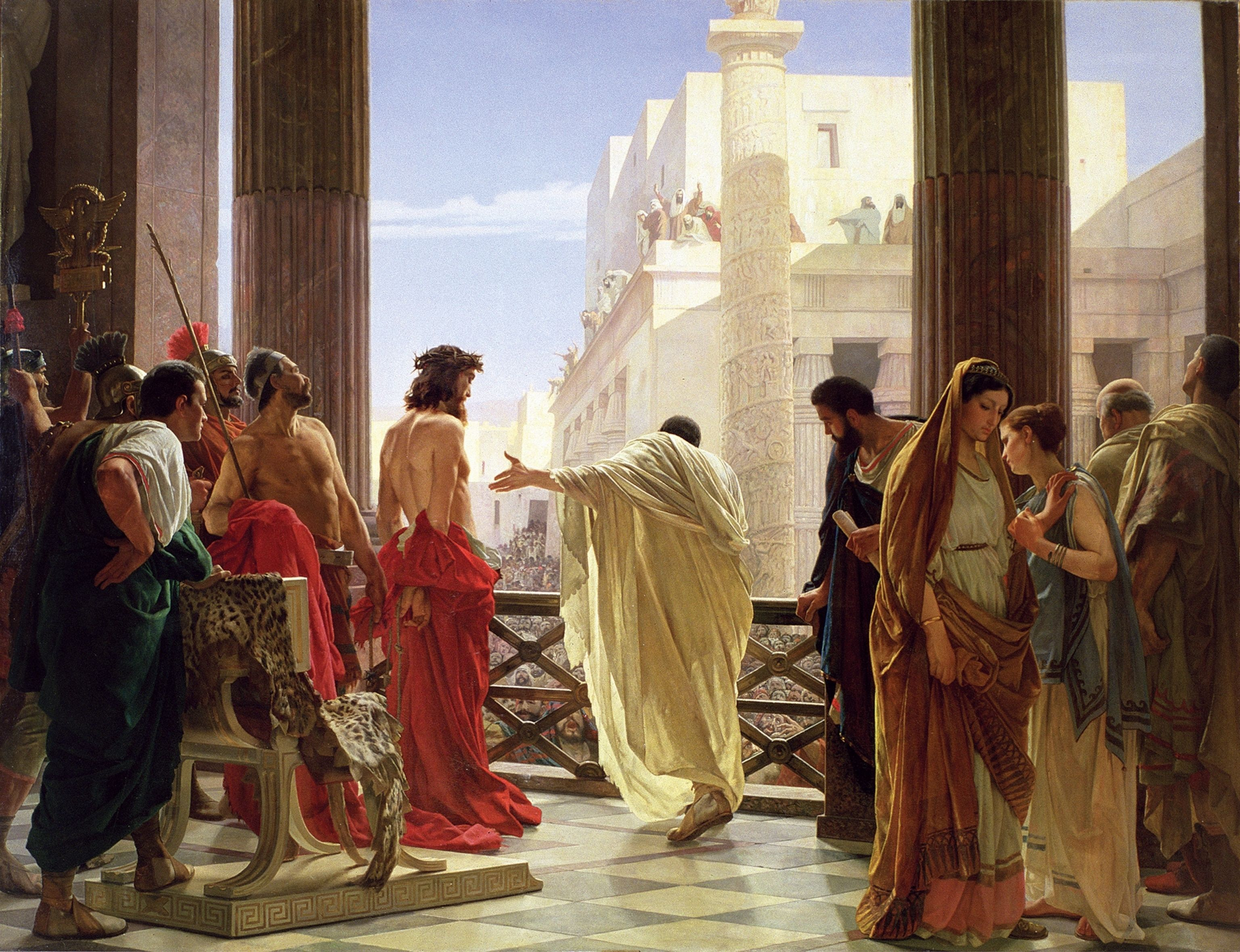
Pilato, probando y entregando a Jesús, el Rey de los Judíos, Marcos 15:2.
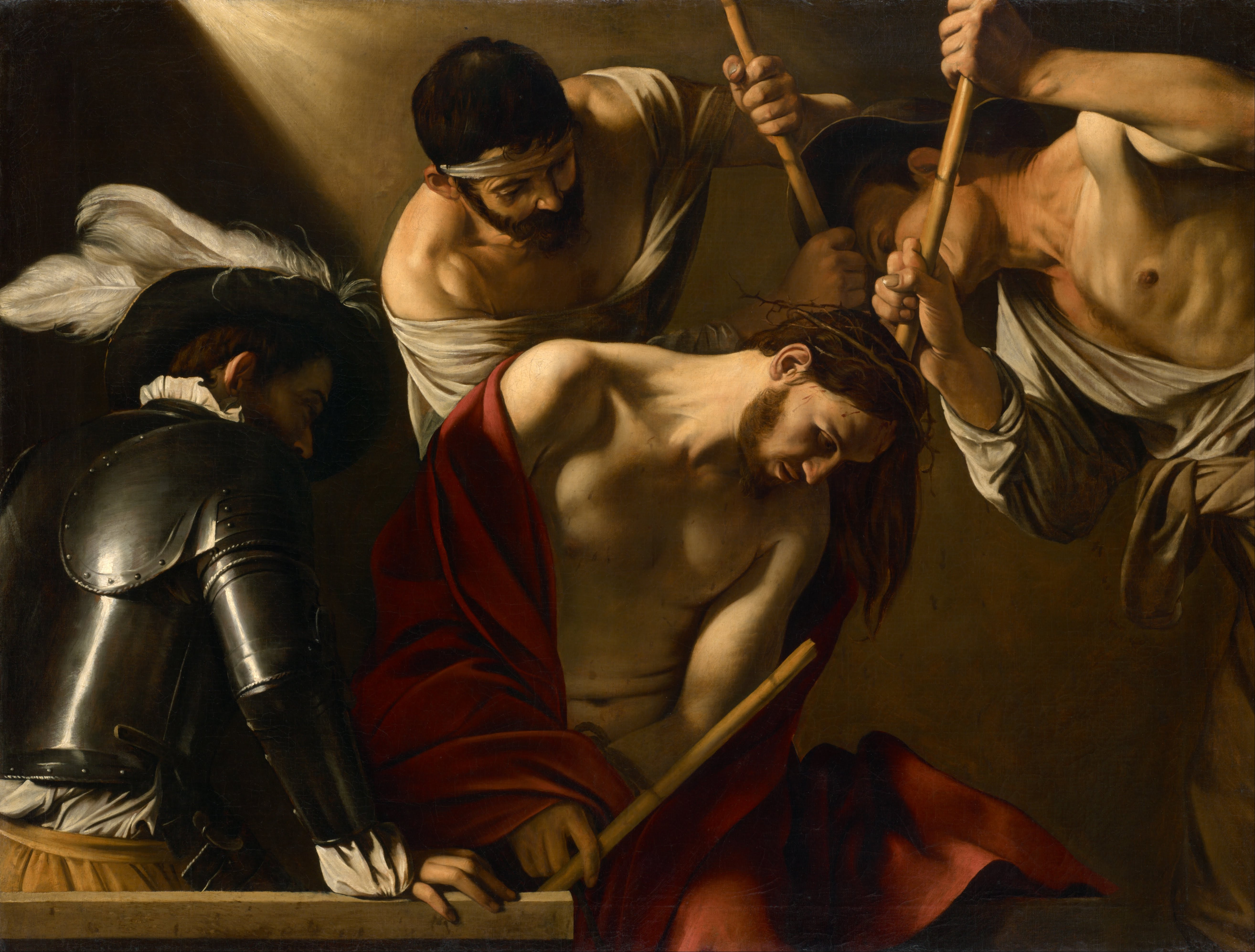
Jesús con una túnica púrpura real burlado y golpeado como el Rey de los Judíos, John 19:2-3
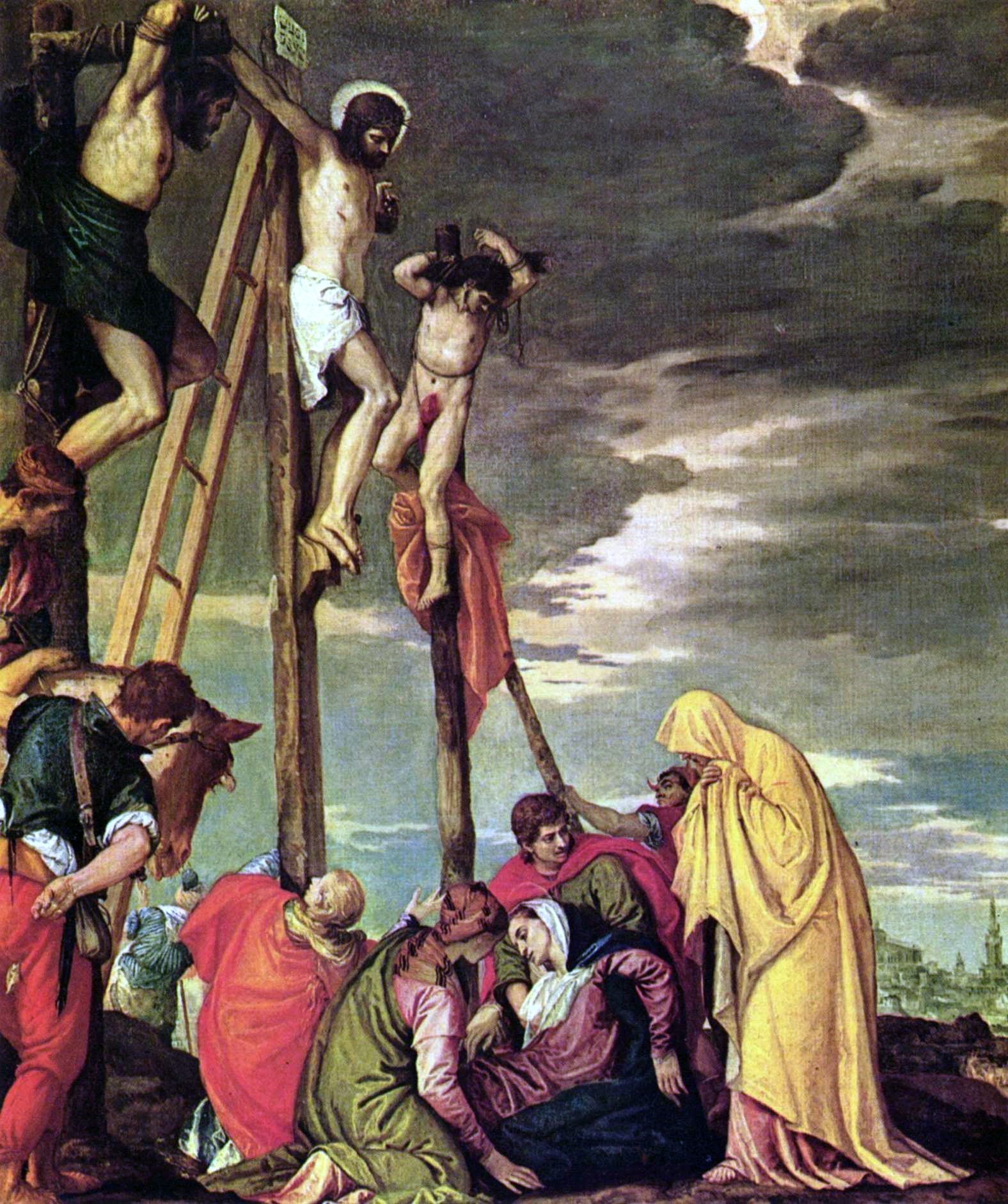
Jesús, en la cruz, es escarnecido en el Calvario como el Rey de los Judíos, Luke 23:36-37.

### Ejemplos de INRI

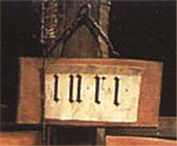
INRI del Retablo de Isenheim
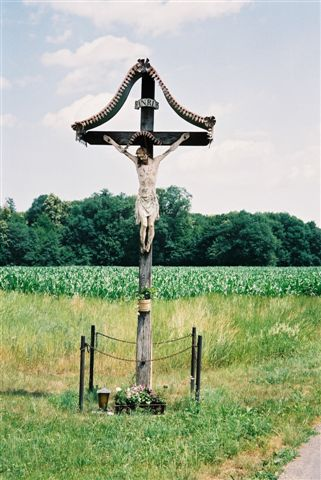
Un crucifijo en latín con una placa INRI estilizada pegada, en campos de maíz cerca de Mureck, Estiria, Austria
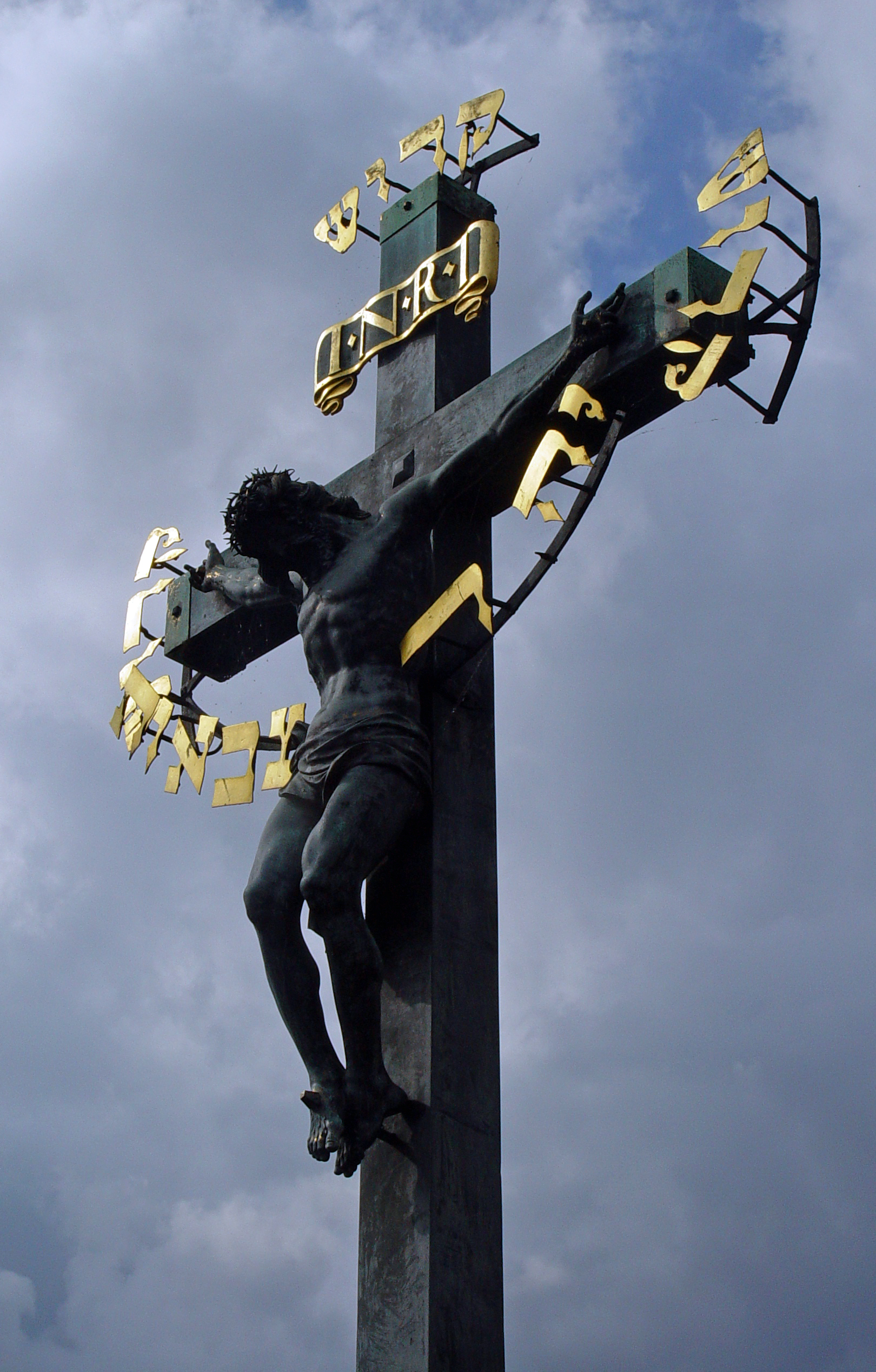
Placa del INRI pegada a la estatua del Crucifijo y el Calvario en el lado norte del Puente de Carlos, Praga
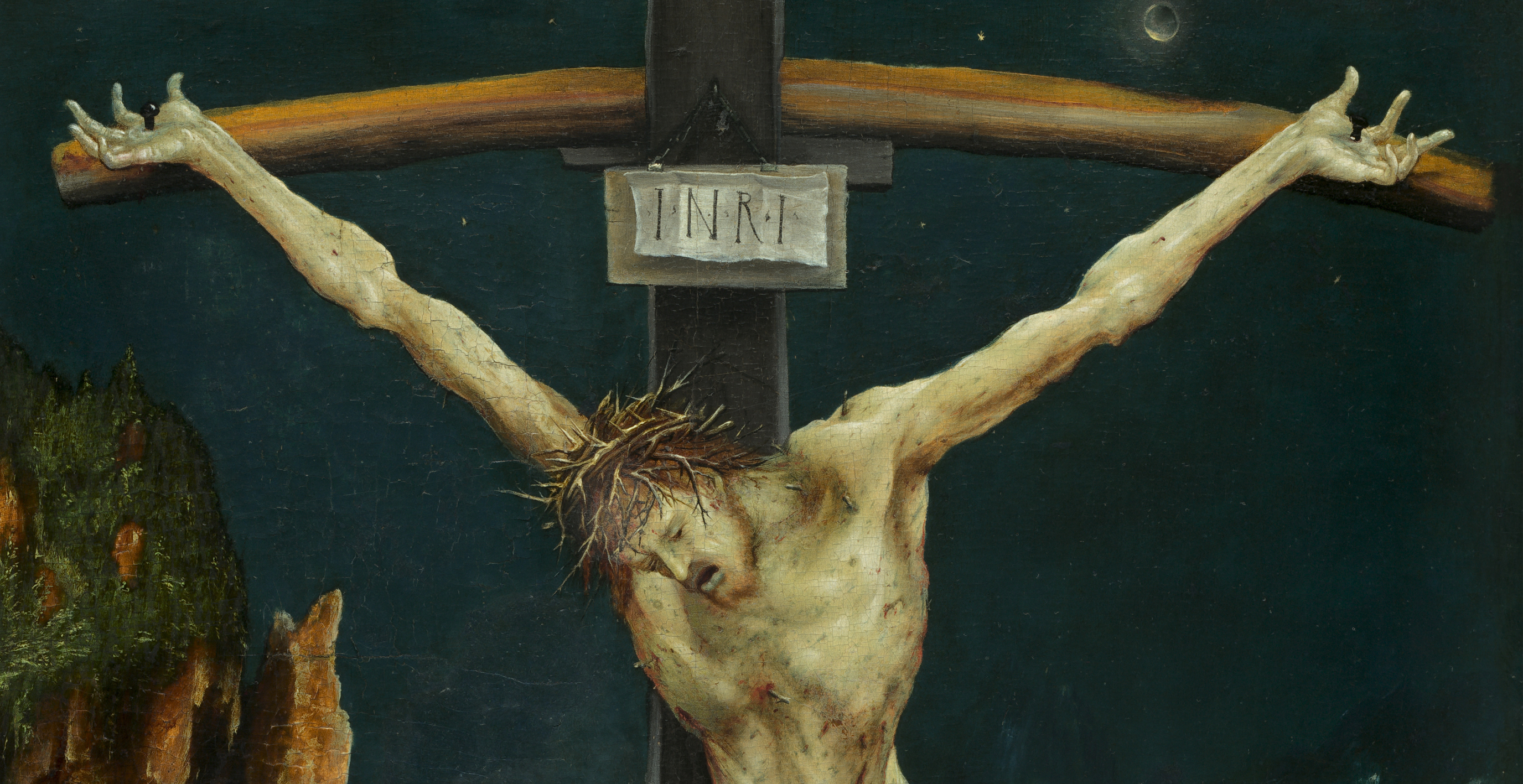
Detalle de La pequeña crucifixión, pintura de Matthias Grünewald, c. 1510, National Gallery of Art, Washington
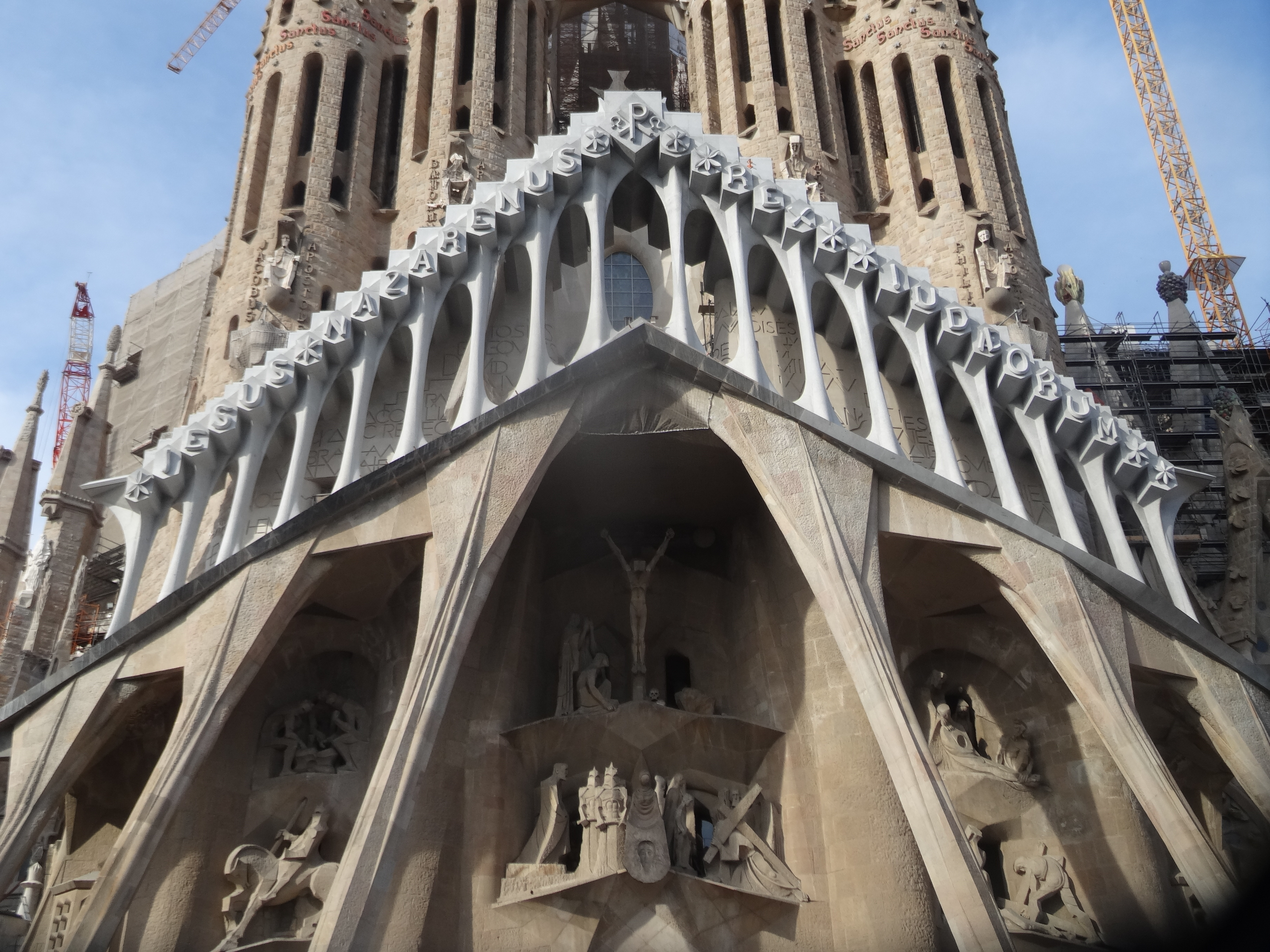
iesus nazarenus rex iudæorum en el lateral de la Sagrada Familia

## Referencias

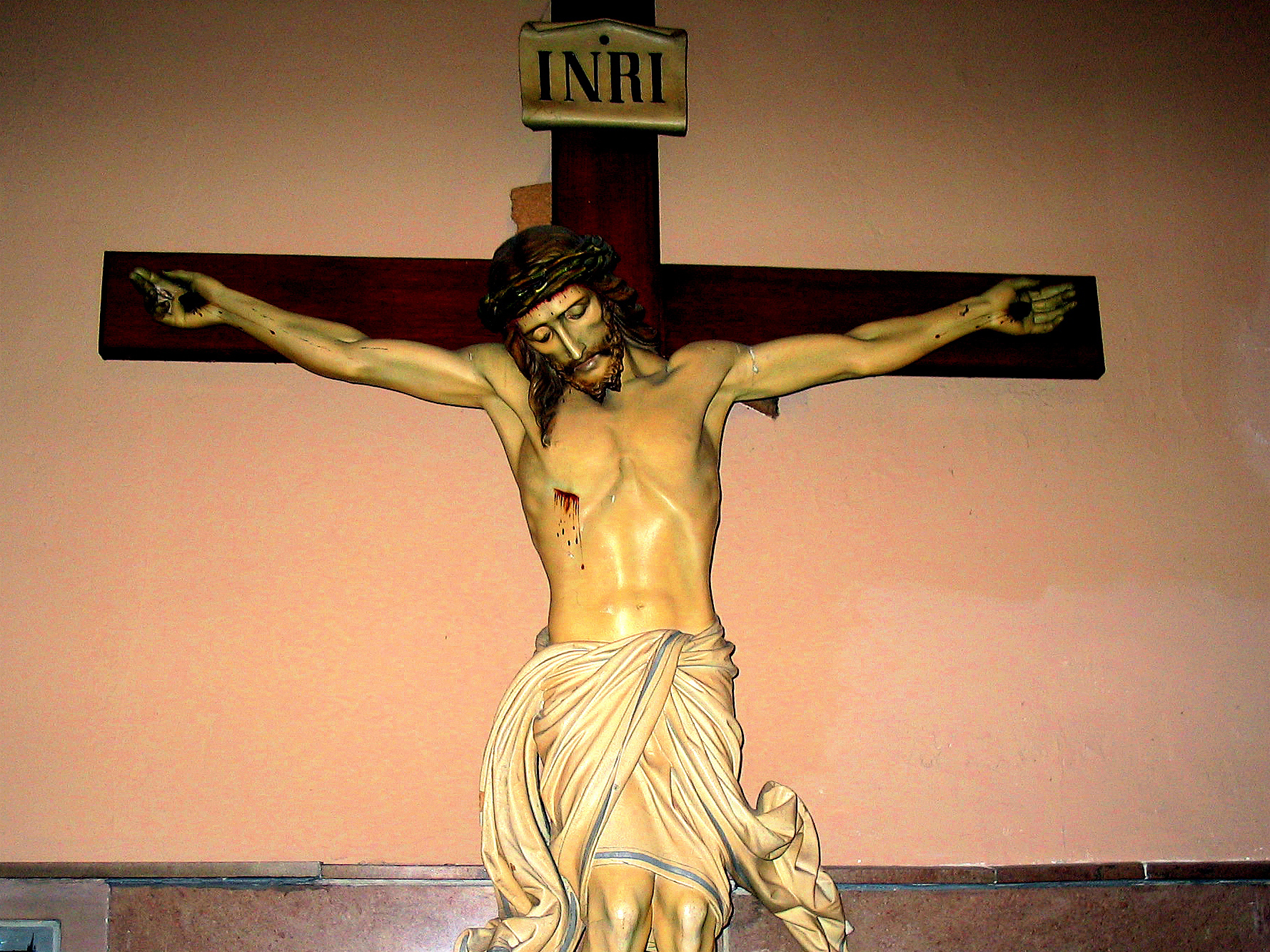
Imagen de Jesús crucificado con la inscripción INRI en la parte superior.

## Citas bíblicas
1. ↑  Marcos 15, 17; Mateo 27, 28-29.
2. ↑  Mateo 2, 1-3.
3. ↑  Mateo 2, 16-18.
4. ↑  Marcos 15, 2; Mateo 27, 11; Lucas 23, 3; Juan 18, 33-37.
5. ↑  Lucas 23, 2.
6. ↑  Juan 18, 37.
7. ↑  Juan 18, 36.
8. ↑  Marcos 15, 17; Mateo 27, 28-29.
9. ↑  Mateo 27, 42; Lucas 23, 37.
10. ↑  Lucas 23, 42.